# Oenothalia
Oenothalia là một chi bướm đêm thuộc họ Geometridae.